# Gunnar Bigum
Gunnar Georg Ludvig Bigum (13. september 1914 i København – 30. marts 1983 smst) var en dansk skuespiller, der i mange spillefilm kunne opleves typisk i biroller.

## Filmografi (i udvalg)
- Alle går rundt og forelsker sig – 1941
- Bruden fra Dragstrup – 1955
- Min datter Nelly – 1955
- Den store gavtyv – 1956
- Mig og min familie – 1957
- Vi er allesammen tossede – 1959
- Onkel Bill fra New York – 1959
- Støv på hjernen – 1961
- Sommer i Tyrol – 1964
- Halløj i himmelsengen – 1965
- Slap af, Frede – 1966
- Mig og min lillebror – 1967
- Olsen-banden – 1968

## Ekstern henvisning
- Gunnar Bigum på Internet Movie Database (engelsk)
- Gunnar Bigum på Filmdatabasen
- Gunnar Bigum på danskefilm.dk
- Gunnar Bigum på danskfilmogtv.dk
- Gunnar Bigum på Svensk Filmdatabas (svensk)
- Gunnar Bigum på The Movie Database (engelsk)
- Gunnar Bigum på gravsted.dk